# ドブレポリェ
ドブレポリェ(Dobrepolje, Gutenfeld bei Widem)はスロベニアにある市。

## 出身者
- アルベルト・ライムント　Albert Raimund - 作曲家、カバレッティスト、軍人